# Alfredo Augusto Ribeiro Junior
Alfredo Augusto Ribeiro Junior (29 avril 1889 – 29 juin 1938), également connu sous le nom de Ribeiro Junior est le principal chef de la Comuna de Manaus et l'une des figures du tenentismo au Brésil.

## Biographie
Alfredo Ribeiro Junior entre à l’École de guerre de Porto Alegre comme recrue en mars 1908. En janvier 1911, il devient sous-officier, puis deuxième-lieutenant en octobre 1915 et, enfin, premier-lieutenant en avril 1920. C’est avec ce grade qu’il arrive à Manaus en mars 1924, où il prend la tête d’une rébellion militaire quatre mois plus tard, le 23 juillet, en appui à une révolution semblable à São Paulo.
Il renverse alors le gouverneur intérimaire Turiano Meira qui remplace César do Rego Monteiro qui se trouve alors en Europe. Cependant, trente-six jours plus tard, le 28 août 1924, les troupes fédérales du général João de Deus Mena Barreto mettent fin sans combat à cette aventure. En effet, Ribeiro Junior rend les armes : il veut par-dessus tout éviter un bain de sang dans la population civile. Il est condamné à trois ans et neuf mois d’emprisonnement qu’il purge à Ilha Grande. 
Après la Révolution de 1930, à la suite d'une amnistie, on reconstitue sa carrière et il est promu capitaine. En 1933, il se fait élire pour l’État d’Amazonas suppléant de député à l’Assemblée Nationale Constituante, puis, l’année suivante, député fédéral sous la bannière du Parti Libéral de l’Amazonas, mandat qu’il exerce de 1935 à 1937 jusqu’à la suppression par l’Estado Novo de tous les organes législatifs. 
Ribeiro Junior reprend donc le service militaire actif jusqu’à sa mort le 29 juin 1938.